# فلوبندياميد
فلوبيندياميد (بالإنجليزية: Flubendiamide) هو مبيد حشري بتروكيماوي صناعي من فئة الريانويد يعمل على مستقبلات عضلات الحشرات. تحتوي المادة الكيميائية على مجموعة وظيفية مشبعة بالفلور.

## التسجيل والقانونيّة
قامت وكالة حماية البيئة الأمريكية بتسجيلها بشكل مشروط في عام 2008 لاستخدامها في أكثر من 200 محصول، بما في ذلك اللوز والبرسيم، مع وجود ما يصل إلى ستة تطبيقات في بعض المحاصيل سنويًا. طلبت وكالة حماية البيئة من شركة باير (بالإنجليزية: Bayer CropScience) ونيشينو أمريكا (بالإنجليزية: Nichino America) تقديم إلغاء طوعي وقد رفضتا، ثم أعلنت وكالة حماية البيئة عن نيتها إلغاء موافقتها المشروطة على مادة فلوبندياميد في مارس 2016. تم إلغاء التسجيل لاحقًا في عام 2016. المنتج متوفر في ولايات قضائية أخرى وقارّات مثل أوروبا، والهند.